# Отасоуи, Оуэн
Эбегуоуэн Отасоуи (англ. Ebeguowen Otasowie; родился 6 января 2001, Нью-Йорк), более известный как Оуэн Отасоуи (англ. Owen Otasowie) — американский футболист, полузащитник. Выступал за сборную США.

## Клубная карьера
Уроженец Нью-Йорка, Оуэн в детстве переехал с родителями в Лондон. Тренировался в футбольной академии «Масс Элит Академи» и в академии «Вест Хэм Юнайтед». В 2017 году стал игроком футбольной академии клуба «Вулверхэмптон Уондерерс».
12 декабря 2019 года дебютировал за «волков» в матче Лиги Европы УЕФА против «Бешикташа», выйдя на замену Леандеру Дендонкеру. 1 января 2020 года подписал новый контракт с «Вулверхэмптоном». 15 декабря 2020 года дебютировал в Премьер-лиге, выйдя на замену Леандеру Дендонкеру в матче против «Челси». 21 декабря 2020 года впервые вышел в стартовом составе «волков» в Премьер-лиге в игре против «Бернли».
20 августа 2021 года за 3.5 миллионов £ перешёл в бельгийский клуб «Брюгге».

## Карьера в сборной
12 ноября 2020 года дебютировал за национальную сборную США в товарищеском матче против Уэльса.